# 왕가의 품만큼 좋은 곳은 없다네
《왕가의 품만큼 좋은 곳은 없다네》(프랑스어: Où peut-on être mieux qu'au sein de sa famille 우 뾔똥 에뜨흐 미으 꼬 쟁 드 싸 파미으[*])는 프랑스 왕실에서 사용하던 국가로, 1815년부터 1830년까지 사용하였다. 이 시기에 비공식 국가 <프랑스 왕자들이 파리로 돌아오다>도 존재하였다.

## 가사
Où peut-on être mieux, où peut-on être mieux
Qu'au sein de sa famille ?
Où peut-on être mieux, où peut-on être mieux
Qu'au sein de sa famille ?
Tout est content,
Tout est content,
Le cœur, les yeux.
Le cœur, les yeux.
Vivons, aimons, vivons aimons
comme nos bons aïeux.
Vivons, aimons, vivons aimons
comme nos bons aïeux.
Comme nos bons aïeux.

## 불한 해석
우리가 더 나아질 수있는 곳, 더 나아질 수있는 곳이란 무엇인가?
왕가의 품은 무엇일까?
우리가 더 나아질 수있는 곳, 더 나아질 수있는 곳이란 무엇인가?
왕가의 품은 무엇일까?
모든 것이 행복하다.
모든 것이 행복하다.
마음, 시선.
마음, 시선.
삶, 사랑, 삶, 사랑.
우리 부르봉 왕조의 좋은 시조처럼.
삶, 사랑, 삶, 사랑.
우리 부르봉 왕조의 좋은 시조처럼.
우리 부르봉 왕조의 좋은 시조처럼.